# アラン・クラーク (イギリスの歌手)
アラン・クラーク（Allan Clarke、1942年4月5日 - ）は、イギリスのミュージシャン。ホリーズの元メンバーとして知られる。2000年に癌の妻の看病のためホリーズを脱退、引退するも、2019年にソロアルバム"Resurgence"をリリースし活動を再開した。